# Otto II Czarny
Otto II Czarny, zwany Otík (zm. 18 lutego 1126) – książę ołomuniecki w latach 1107–1110 i 1113–1126, książę brneński w latach 1123–1126.
Otto II Czarny był synem Ottona I Pięknego i Eufemii, królewny węgierskiej. Po śmierci ojca w 1087 r. musiał wraz z matką i starszym bratem Świętopełkiem przenieść się do stryja Konrada I do Brna, ponieważ Wratysław II pozbawił ich dzielnicy. Po uspokojeniu sytuacji bracia powrócili do Ołomuńca i w 1101 r. poparli Borzywoja II w walce z buntem Oldrzycha Brneńskiego. Stopniowo jego drogi z Borzywojem II się rozeszły. W 1107 r. tron praski zdobył Świętopełk. Borzywoj odwołał się do cesarza jako lennego pana czeskich książąt. Władca Niemiec opowiedział się po stronie Świętopełka, gdyż otrzymał od niego obietnicę zapłacenia dużej sumy pieniędzy. Podczas gdy brat prowadził rozmowy na dworze Otto odparł atak sojuszników Borzywoja. Poręczeniem spłacenia obiecanych pieniędzy miał być pobyt Ottona na dworze cesarskim. Świętopełk po powrocie do Czech nie zdołał zgromadzić niezbędnej kwoty. Otto zbiegł z Niemiec, a cesarz miał inne kłopoty i nie mógł upomnieć się o dług.
W 1109 r. Świętopełk został zamordowany. Otto chciał objąć po nim władzę w Pradze, ale tron zdobył Władysław I. Otto zbliżył się z nowym władcą, ale już w 1110 r. został uwięziony i stracił dzielnicę. Został uwolniony w 1113 r., odzyskał dzielnicę i zaprzyjaźnił się z Władysławem I. W 1114 r. poślubił jego szwagierkę Zofię z Bergu. Sojusz się zacieśnił. Otto wziął udział w kilku wyprawach wojennych. W 1123 r. otrzymał dzielnicę brneńską i Władysław I uznał go za swojego następcę.
W 1125 r. Władysław I ciężko zachorował i chciał oficjalnie ogłosić Ottona swoim następcą. Jednak pod wpływem matki Świętosławy wyznaczył na następcę brata Sobiesława I. W tej sytuacji Otto II Czarny zbiegł do Niemiec i zwrócił się o pomoc do cesarza Lotara III. Na mocy prawa senioratu tron czeski należał się Ottonowi. Wojska niemieckie wkroczyły do Czech. Doszło do bitwy pod Chlumcem, w której zwyciężył Sobiesław I, a Otto II Czarny poległ.

## Rodzina
Otto II Czarny ożenił się z Zofią z Bergu (zm. 31 maja ok. 1126 r.), córką Henryka z Bergu. Miał córkę Eufemię (ur. 1115 r., data śmierci nieznana) i syna Otto III Detleba.